# Konrad Guderski

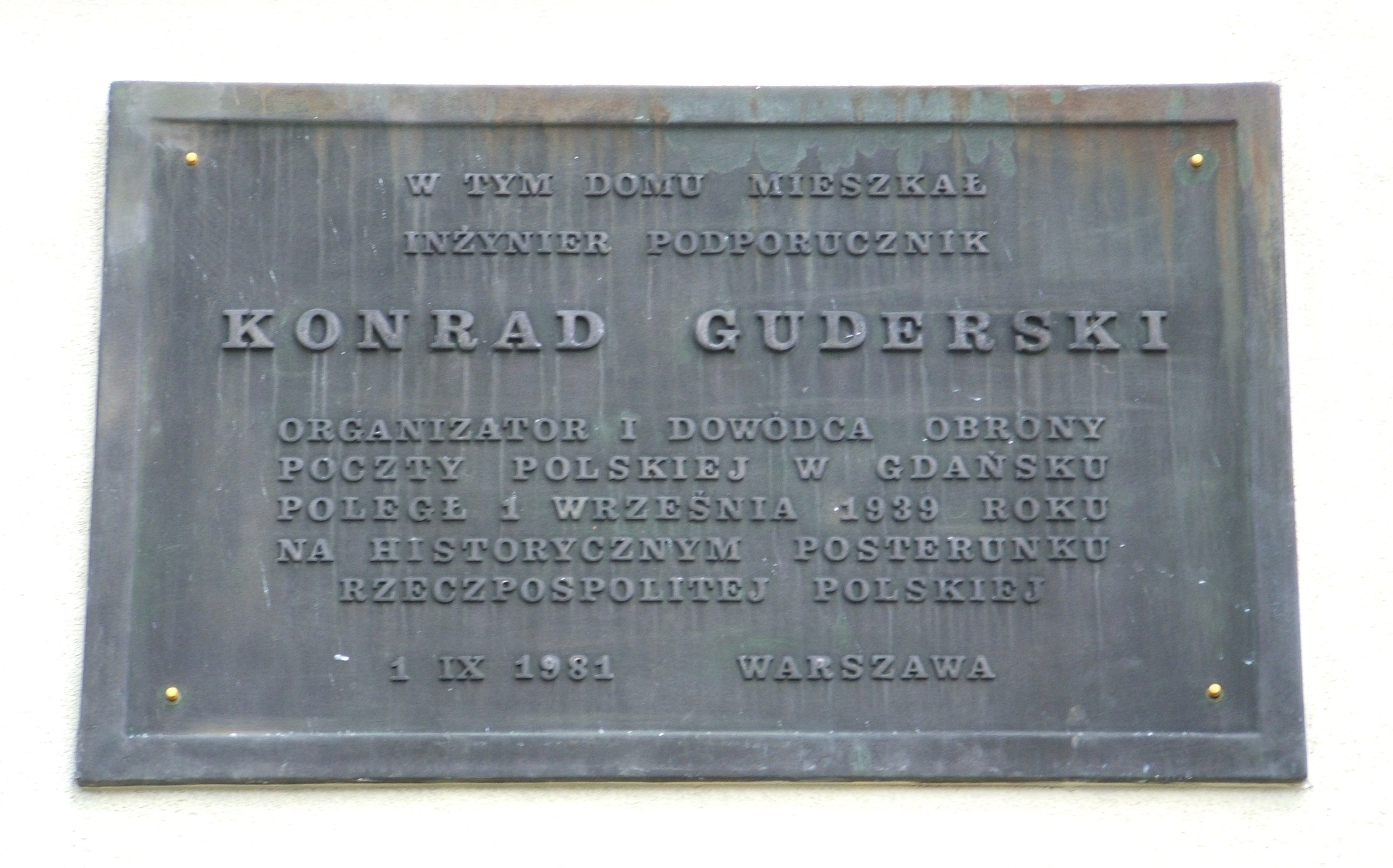
Gedenktafel in Saska Kępa, Warschau

Konrad Guderski (* 19. Februar 1900 in Piotrków Trybunalski; † 1. September 1939 in Danzig) war ein polnischer Leutnant und Ingenieur. Er starb beim Gefecht um das polnische Postamt in Danzig.

## Leben
Guderski hatte Ingenieurwesen an den polytechnischen Hochschulen in Warschau und in Lwów studiert. Er war Leutnant der Reserve und arbeitete seit 1934 als Experte für Wasserbau beim Polnischen Kriegsministerium und im Generalstab der polnischen Armee.
Im Frühling 1939 wurde er nach Gdynia entsandt, um im Geheimen die Verteidigung des exterritorialen, polnischen Postamts in der Freien Stadt Danzig vorzubereiten. Er gab den Angestellten militärisches Training und brachte auch die Waffen in das Gebäude. Im Postgebäude wurde ein Depot angelegt: 40 Pistolen, drei leichte Maschinengewehre Typ Browning wz.1928 und drei Kisten voller Handgranaten. Dem Verteidigungsplan der Westerplatte entsprechend sollte die Möglichkeit geschaffen werden, sich so lange zu verteidigen, bis die reguläre polnische Armee zum Entsatz eintrifft. Da der polnische Korridor nahe lag, veranschlagte man dafür sechs Stunden. Als die außenpolitische Lage Ende August 1939 eskalierte, wurde Guderski mit dem Decknamen Konrad zum Kommandanten der Verteidigung des Postamts ernannt.
Bei Beginn des Zweiten Weltkriegs am 1. September 1939 leitete er als solcher den Widerstand in der polnischen Post. Er starb beim Angriff der SS-Heimwehr und von Polizeitruppen des Freistaats auf das Postamt.
Guderski liegt auf dem Ehrenfriedhof Zaspa in Danzig begraben. Im Danziger Stadtteil Zakoniczyn (ehemals Zankenzin) wurde die ul. Guderskiego nach ihm benannt. Eine Gedenktafel in der Warschauer ul. Saska 68 erinnert seit 1981 ebenfalls an den Offizier. In der Siedlung Gocław des Stadtteils Praga-Południe in Warschau wurde ebenfalls eine Straße nach ihm benannt.